# 増田誠
増田誠（ますだ まこと、1920年（大正9年）5月24日 - 1989年（平成元年）4月9日）は、日本の画家。洋画家。

## 略歴

### 出生から前半生
山梨県南都留郡谷村町下谷（現在の都留市谷村町下谷）に生まれる。父は理容店を営む清治郎で、誠は次男。母はかね。幼い頃より絵が得意で、中学時代には似顔絵の天才と賞されたという。
1931年（昭和6年）には父の清治郎が死去。谷村尋常高等小学校、山梨県立都留中学校（現在の山梨県立都留高等学校）を経て、山梨師範学校（現在の山梨大学）を卒業。1938年（昭和13年）には吉田尋常高等小学校の教員となり、富士上吉田町（現在の富士吉田市上吉田）の西念寺の離れに下宿する。翌1939年8月には退職し、同年11月には国華工業へ就職する。
1941年（昭和16年）1月には徴兵され陸軍東部12部隊へ入隊し、同年4月には幹部候補生として南支へ派遣される。近衛野砲連隊南支に配属され、同年7月にはプノンペンに駐屯する。同年10月には甲種幹部候補生として千葉県四街道陸軍野戦砲兵学校幹部候補隊に入校する。翌1942年4月には陸軍砲兵見習仕官としてシンガポール駐屯の原隊に復帰し、同年7月には北部軍宗谷要塞に転属する。同年12月には少尉に任官。翌1943年5月には北海道道東地区警備のため釧路に派遣され、同年10月には宗谷要塞地区に復帰する。同年12月には中尉に任官する。翌1944年には横須賀陸軍重砲兵学校に入学する。翌1945年5月には北部軍稔部隊に観測係将校として転出し九州南方警備にあたり、鹿児島で終戦を迎える。

### 渡仏とフランスでの活動

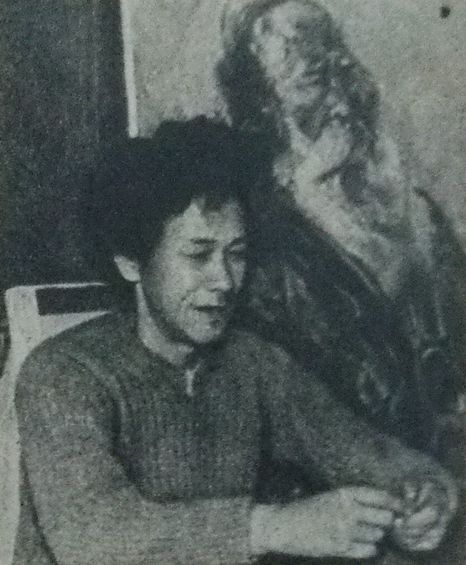
上野山清貢

戦後は同年10月に結婚し、北海道上川郡清水町へ渡り一年ほど農業を営む。1950年（昭和25年）には妻の故郷である釧路市栄町で光工芸社を設立し、看板業を営む傍ら画業を行う。光工芸社近くに宿泊していた一線美術の画家上野山清貢から影響を受ける。
1952年（昭和27年）には第二回一線美術展に出展し、会友となる。1955年（昭和30年）には清貢から世界一周旅行への同行を勧められパリ遊学を企図するが、清貢の病のため断念する。翌1956年（昭和31年）には光工芸社を売却して上京し、西荻窪に下宿して渡仏準備を行う。翌1957年（昭和32年）には渡仏を果たし、パリ国際大学都市日本館に滞在する。
翌1958年（昭和33年）にはサロン・デ・ザンデパンダンに出展する。同年には彫刻家であるザボのアトリエに転居し、その後モンパルナスのホテル・リベリアに滞在する。1963年（昭和38年）にはサロン・ドートンヌの会員となる。『増田誠画集』によれば、同年3月には《新聞売り》がサロン・ナショナル・デ・ボザールに出展されたという。《新聞売り》は横一列に人物が描かれた作品であるが、展覧会のカタログには増田の出展作は《Cirque》で、町並みの風景が描かれた作品の写真が掲載されている。また、1965年2月の『造形 65号』には1963年のサロン・ナショナル・デ・ボザールに出展されたという運河を描いた作品を背景に増田が写った写真が掲載されている。このため、《新聞売り》が同展に出展された点には異議が存在する。1965年（昭和40年）にはル・サロン・デ・ザルティスト・フランセで金賞を受賞し、パリの画壇で認められる存在となる。

### 西洋的テーマへの挑戦
1970年代にはギリシャ神話や『旧約聖書』など西洋の宗教・神話的なテーマに取り組んだ作品を多く発表している。増田は1980年のインタビューにおいて、西洋的なテーマに取り組むきっかけとなったのは1975年のル・サロンに出展したときであると述懐している。
増田の証言がある一方で、実際に1975年のル・サロンに出展されたのは《キヨスク（キャリテ・ド・ラ・ヴィー》であることが指摘され、なおかつこれに先行する1974年には《トロイの木馬》、1975年2月のサロン・ナショナル・デ・ボザールに《アルゴナウト》が出展されている事実がある。このことから、実際には1980年以前から既に西洋のテーマには取り組んでいたと考えられている。
1979年にはサロン・ドートンヌに《ソルフェリーノのアンリ・デュナン》を発表する。これは増田が東郷青児の《ソルフェリーニの掲示》に触発され、赤十字の創設者であるアンリ・デュナンに取材した作品である。画面左には聖母マリアが十字架から下ろされたキリストを抱く「ピエタ」を描き入れ、前景には兵士が折り重なり倒れる様子を描き、ウジェーヌ・ドラクロワの《民衆を導く自由の女神》を思わせる描写であることが指摘される。
増田は1967年の《シオの虐殺》においてもドラクロワの《キオス島の虐殺》の前景を取り入れており、1975年の《ルーブル》では画中画としてドラクロワの《サルダナパールの死》を大きく描いている。双方ともルーブル美術館に所蔵されていることから増田は実見していたと考えられている。
1988年（昭和63年）10月に帰国すると、各地で個展を開催し、テレビ出演や北海道新聞釧路版の連載執筆も手掛ける。1989年（平成元年）正月には大分県由布院を旅行し、2月には北海道の阿寒湖を取材している。3月には横浜赤十字病院に入院し、4月9日に肺炎のため死去。享年78。葬儀は同月12日に故郷都留市下谷一丁目の深泉院で行われ、深泉院に埋葬された。

## 作品について
増田は港や河岸の風景、パリの市井の人々の生活などを多く描いた。渡仏初期には当時の流行を反映してアンフォルメルを意識した作品を手がけている。特にパリの石畳の風景を画題として選び、佐伯祐三や荻須高徳と比較された。1970年代から80年代にかけてはギリシャ神話や旧約聖書を題材とした大作を手がけ、キャンバスを複数枚つないだ大型の作品も手がけている。故郷山梨では富士山を描いた作品も見られる。
多作な画家として知られ、油彩、版画、エッチング、リトグラフ、墨彩画など1600点以上がヨーロッパや日本に所在しており、個人の所蔵家の手元に残っている作品も多く、その全容は未だ明らかにされていない。また、増田の思想や芸術観、フランス画壇における評価など指摘検証も十分になされていない。
日本では1970年（昭和45年）から1988年（昭和63年）の第十五回展まで小田急百貨店で個展を開催する。1991年（平成3年）には故郷の都留市中央に増田誠美術館が開館する。2012年には山梨県立美術館で『増田誠　パリ-人生の哀歓』が開催された。2015年（平成27年）には増田誠美術館が都留市上谷のミュージアム都留に移転統合された。

## 主な作品
- 『オマージュ　ア　メーメトル』（1978年) (醍醐) (釧路市)
- 『新聞売り』（1963年）（株式会社笛園）[9]
- 『アルゴナウト』（1975年）（釧路市立美術館）[10]
- 『ソルフェリーノのアンリ・デュナン』（1979年）（日本赤十字社）[10]
- 『シオの虐殺』（1967年）（山梨県立都留高等学校）[10]

## 画集
- 『在パリ20年　増田誠の歩み展』(1976年)美術出版デザインセンター
- 『増田誠　画集』(1980年)美術出版デザインセンター
- 『特別展　増田誠　パリ　きおくのまち』(2012年)金谷美術館
- 『増田誠　パリ－人生の哀歓』(2012年)山梨県立美術館

## 関連書籍
・『増田誠追悼集』(1991年)増田誠追悼集刊行委員会